# Harrison Bergeron
Harrison Bergeron es un cuento de ciencia ficción distópica y satírica escrito por Kurt Vonnegut, publicado en 1961 en The Magazine of Fantasy and Science Fiction, la historia fue republicada en la colección de cuentos del mismo autor, Bienvenido a la casa del mono en 1968. La sátira plantea un profundo cuestionamiento relativo a la conveniencia de la igualdad social y el grado en que la sociedad está dispuesta a ir para lograrlo.
El cuento está escrito para ser leído de manera ágil; este estilo parece ser resultado de la experiencia de Vonnegut como periodista. Asimismo, a pesar de ser un relato dramático, está sembrado con detalles de humor absurdo. La narración ha sido adaptada audiovisualmente al menos en cuatro ocasiones: dos telefilmes (1972, 1995) y dos cortometrajes (2006, 2009). Una sociedad con algunos parecidos a la de este escrito se encuentra en algunos pasajes de la novela del mismo autor, Las sirenas de Titán de 1959 y en la novela Justicia facial de L. P. Hartley.

## Sinopsis
En los Estados Unidos de América en el año 2081, por medio de enmiendas constitucionales, se garantiza que todos los ciudadanos sean iguales al impedir o cancelar las habilidades individuales de cada persona para que, en la práctica, nadie pueda sobresalir. Con el fin de aplicar una igualdad de resultados, el gobierno desarrolla una sociedad de control que obliga a los más inteligentes, a los más atractivos, a los más fuertes y a los más rápidos a usar dispositivos que bloqueen sus habilidades para que no puedan sacar ventaja de ellas frente a los demás, llamados "hándicaps". La sociedad en general está satisfecha con la mediocridad en este orden igualitarista de las cosas, en parte debido a la estupidez generalizada que provocan dichos hándicaps. Sin embargo, un adolescente de nombre Harrison Bergeron decide rebelarse y utilizar su inteligencia, belleza y destreza física en televisión nacional, buscando inspirar al resto de las personas para que abandonen sus hándicaps y desarrollen su potencial humano. El gobierno considera esta acción un acto terrorista y Harrison es asesinado con una escopeta frente a todos, mientras sus padres observan estos hechos transcurrir en televisión sin entender que quien está en televisión es su hijo; la historia cierra con ambos padres olvidando los hechos casi inmediatamente después de que suceden y continúan viendo la televisión como si nada hubiera sucedido.